# Taylor Dooley
Taylor Marie Dooley, ameriška filmska in televizijska igralka, 26. februar 1993, Grosse Pointe, Michigan, Združene države Amerike.

## Biografija

### Zgodnje in zasebno življenje
Taylor Marie Dooley se je rodila 23. februarja 1993 v Grosse Pointeu, Michigan, Združene države Amerike. Po očetovi strani ima irske, nemške, angleške in nativo-ameriške korenine, po mamini pa nemške, angleške in belgijske. Ima mlajšega brata po imenu Drew. Vzgojena je bila v duhu krščanske vere, večino otroštva pa je preživela v Arizoni, v mestu Glendale, kamor se je družina preselila, ko je imela Taylor Dooley samo šest let. Šolala se je doma. Obožuje igralko Natalie Portman in je zelo dobra prijateljica z igralko AnnaSophio Robb. Njo je spoznala na avdiciji za vlogo v televizijski seriji Drake & Josh leta 2004, ki je na koncu ni dobila: namesto tega jo je dobila AnnaSophia. Zelo dobro se razume tudi z igralko Ryan Newman in njeno sestro Jessico Newman. Je soseda s Taylorjem Lautnerjem, s katerim je igrala v prvemu filmu v svoji karieri, filmu Morski deček in deklica iz lave 3D; tudi z njim se precej dobro razume, saj imata podobne interese.

### Kariera
S svojo igralsko kariero je pričela s plesanjem in igranjem v gledališču Phoenix Theater's Performance Troop, kmalu za tem pa se je začela pojavljati v reklamah za obleke Mary-Kate in Ashley Olsen, izdelke Famous Footwear, Disney Superstar Kids in podobno. Leta 2005 se je preselila v Kalifornijo, ker je dobila vlogo Deklice iz lave v akcijsko-pustolovskem filmu Morski deček in deklica iz lave 3D. Še istega leta je gostja v televizijski seriji U-Pick Live.
Leta 2006 se pojavi v filmih Whitepaddy, Apology in Monster Night (kjer je igrala Dano Ackerman), leta 2008 v televizijski seriji House, leta 2009 pa v The Alyson Stoner Project.
Je članica filmske ekipe Maximum Ride in je odšla na avdicijo za film Maximum Ride.

## Filmografija
| Leto | Naslov                          | Vloga              | Opombe                     |
| ---- | ------------------------------- | ------------------ | -------------------------- |
| 2005 | »U-Pick Live«                   | Ona                | Epizoda: Music Week: Day 1 |
| 2005 | Morski deček in deklica iz lave | Deklica iz lave    | Izšel 10. junija 2005      |
| 2006 | Whitepaddy                      | Mary               |                            |
| 2006 | Apology                         | Judy, stara 11 let |                            |
| 2006 | Monster Night                   | Dana Ackerman      |                            |
| 2008 | House                           | Rachelle           | Epizoda: Joy to the World  |
| 2009 | The Alyson Stoner Project       | VIP gost           |                            |